# الوسط (جريدة كويتية)
الوسط صحيفة كويتية يومية باللغة العربية تعود ملكيتها لعائلة الوزان.